# Norberto Alonso
Norberto Osvaldo Alonso (* 4. Januar 1953 in Vicente López) ist ein ehemaliger argentinischer Fußballspieler, der mit der Nationalmannschaft seines Heimatlandes an der Fußball-Weltmeisterschaft 1978 teilnahm und dort den Titel gewann.

## Karriere

### Vereinskarriere

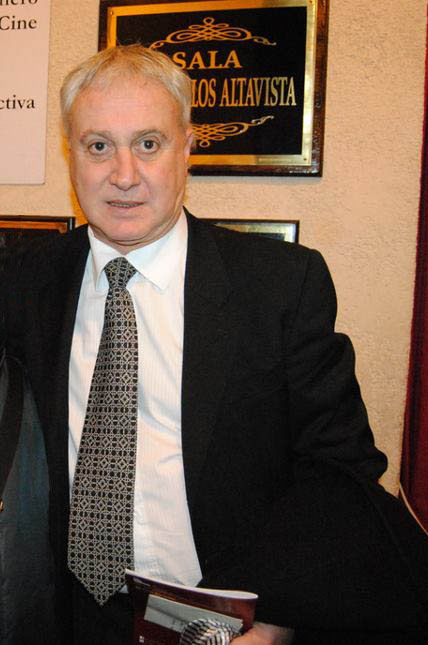
Alonso, 2012

Norberto Alonso begann seine fußballerische Laufbahn 1970 bei River Plate, dem Verein der Reichen in Buenos Aires. Er selbst war jedoch in einem Armenviertel der Stadt aufgewachsen, nachdem er mit seinen Eltern als Kind aus Vicente López nach Buenos Aires gezogen war. Seinen ersten Meistertitel mit River Plate konnte Alonso im Jahre 1975 feiern, als die Mannschaft von Trainer Ángel Labruna, einst Teil der berühmten La Máquina von River Plate in den Fünfzigerjahren, den ersten Platz belegte vor CA Huracán. Nach dem Gewinn der Metropolitano-Meisterschaft gelang im gleichen Jahr auch der Titel im Nacional-Wettbewerb, wo man Erster wurde vor Estudiantes de La Plata. Norberto Alonso fungierte bei den Titelgewinnen als Kapitän und Spielgestalter von River Plate. Trotz seiner führenden Rolle in der Mannschaft verließ er 1976 Buenos Aires und wechselte nach Frankreich zu Olympique Marseille. Dort brachte er es jedoch nur auf 17 Einsätze und nach nur einem Jahr ging er wieder zurück zu River Plate. Bei River Plate hatte sich inzwischen eine Mannschaft gebildet, die in den folgenden Jahren eine Vielzahl nationaler Meisterschaften gewinnen konnte. Mitglieder dieser Mannschaft waren neben Alonso auch noch Daniel Passarella, Kapitän der Weltmeistermannschaft von 1978, Torwart Ubaldo Fillol und Abwehrspieler Roberto Perfumo. Bis 1981 gewann Norberto Alonso mit River Plate fünf Mal die argentinische Meisterschaft. 1981 verließ er River Plate erneut und ging diesmal zum Stadtrivalen CA Vélez Sársfield, wo er in zwei Jahren 73 Spiele in der Primera División absolvierte und 1983 zu seinem alten Verein zurückkehrte, wo Alonso bis 1987 seine Karriere ausklingen ließ. In diesen vier Jahren holte er mit River Plate erneut drei Meisterschaften. Nachdem er 1987 seine aktive Laufbahn beendet hatte, übernahm er 1989 für kurze Zeit das Amt des Trainers bei River Plate. 

### Nationalmannschaft
In der argentinischen Fußballnationalmannschaft brachte es Norberto Alonso zwischen 1978 und 1983 auf 15 Einsätze, in denen ihm vier Tore gelangen. Er nahm mit Argentinien an der Fußball-Weltmeisterschaft 1978 im eigenen Land teil. Eigentlich war er von Nationaltrainer César Luis Menotti nicht für das Aufgebot vorgesehen, doch auf Druck von General Carlos Alberto Lacoste, einem ranghohen Mitglied der Militärjunta, die eine gewisse Anzahl von Spielern von River Plate für die Weltmeisterschaft vorschrieben, musste der Nationaltrainer Alonso nominieren. Bei dem Turnier kam er allerdings nur ein paar Minuten zum Einsatz, da auf seiner Position zunächst José Daniel Valencia und später Mario Kempes, mit sechs Toren Torschützenkönig der Weltmeisterschaft, gesetzt waren. Norberto Alonso trug bei der Weltmeisterschaft das Trikot mit der Nummer 1, obwohl er ein Mittelfeldspieler war und diese Nummer normalerweise dem Torhüter vorbehalten ist. Dieser Zustand rührte daher, dass die Argentinier ihr Team alphabetisch durchnummerierten und Alonso dabei als erstes kam. Im Jahre 1983 wurde er vom neuen Nationaltrainer Carlos Bilardo noch einige Male eingesetzt, ehe dieser mehr auf junge Akteure wie Diego Maradona oder Jorge Burruchaga auf Alonsos Position setzte.